# 布兰科·克拉利
布兰科·克拉利（1924年3月10日—2012年12月18日），克罗地亚男子足球运动员，场上位置是守门员。他曾代表南斯拉夫国家队参加1954年国际足联世界杯，结果队伍止步八强赛。